# Mariovo

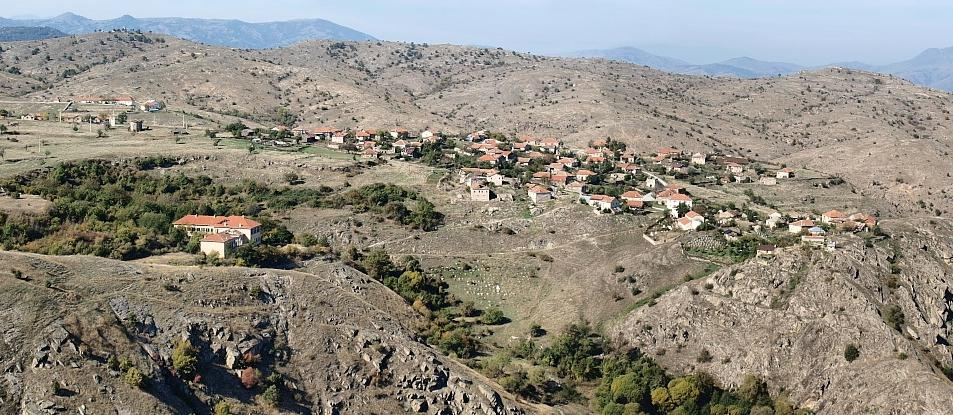
El pueblo de Staravina, en el centro de la región.

El Mariovo (en macedonio: Мариово) es una región natural en el sur de Macedonia del Norte, que se caracteriza por un paisaje montañoso y su particular historia y tradiciones. El Mariovo está limitado por varios macizos como el Kajmakčalan y el Kožuf, que es atravesado por el río Crna. Tradicionalmente se divide en tres espacios, el Mariovo de Bitola, situado alrededor de Staravina, el Mariovo de Prilep, alrededor de Vitolište, y el Mariovo de Tikveš, situado alrededor de Konopište. La mayor parte de la región se encuentra actualmente en Novaci. Uno de los elementos más característicos del folclore local es el traje de novia, ricamente adornado y que pesa más de 45 kilos. La región también es conocida por su limpieza y sirvió como decoración para la película Dust de Milcho Manchevski.

## Etimología
Mariovo significa «que pertenece a María», y una leyenda cuenta que María era una joven de la región que el sultán decidió introducir en su harén. María finalmente accedió a ir con él, pero a cambio le pidió a los turcos de no islamizar la región y no construir mezquitas. Ellos respetaron el acuerdo y los habitantes bautizaron su región en honor de la joven.

## Historia
Conforme a la leyenda del nombre, el Mariovo no fue islamizado y permaneció de eslavos y cristianos durante la ocupación otomana. Los habitantes también habían pagado un tributo a convertirse en un hass, una provincia autónoma dentro del Imperio otomano. El Mariovo era un lugar de refugio para los nacionalistas y revolucionarios macedonios y dos levantamientos fueron organizados contra los turcos en 1564 y 1688.
Según el censo de 1948, el Mariovo pertenecía entonces a la región yugoslava que tenía la mayor tasa de natalidad. El éxodo rural a las ciudades como Bitola y Skopie, sin embargo, detuvo el crecimiento demográfico y el Mariovo comprendía únicamente 839 habitantes en 2002.

## Pueblos
El Mariovo de Bitola comprende los pueblos de Staravina, Makovo, Rapech, Zoviḱ, Gradechnitsa, Boudimirtsi, Grounichta, Orlé, Brnik, Iveni y Petalino.
El Mariovo de Prilep comprende Vitolichté, Bechichté, Veprtchani, Vrpsko, Dounyé, Jivovo, Kalen, Kokré, Krouchevitsa, Manastir, Poltchichté, Pechtani, Tchanichté y Gouǵakovo.
El Mariovo de Tikveš comprende Rojden, Klinovo, R'janovo, Mayden y Galichté.

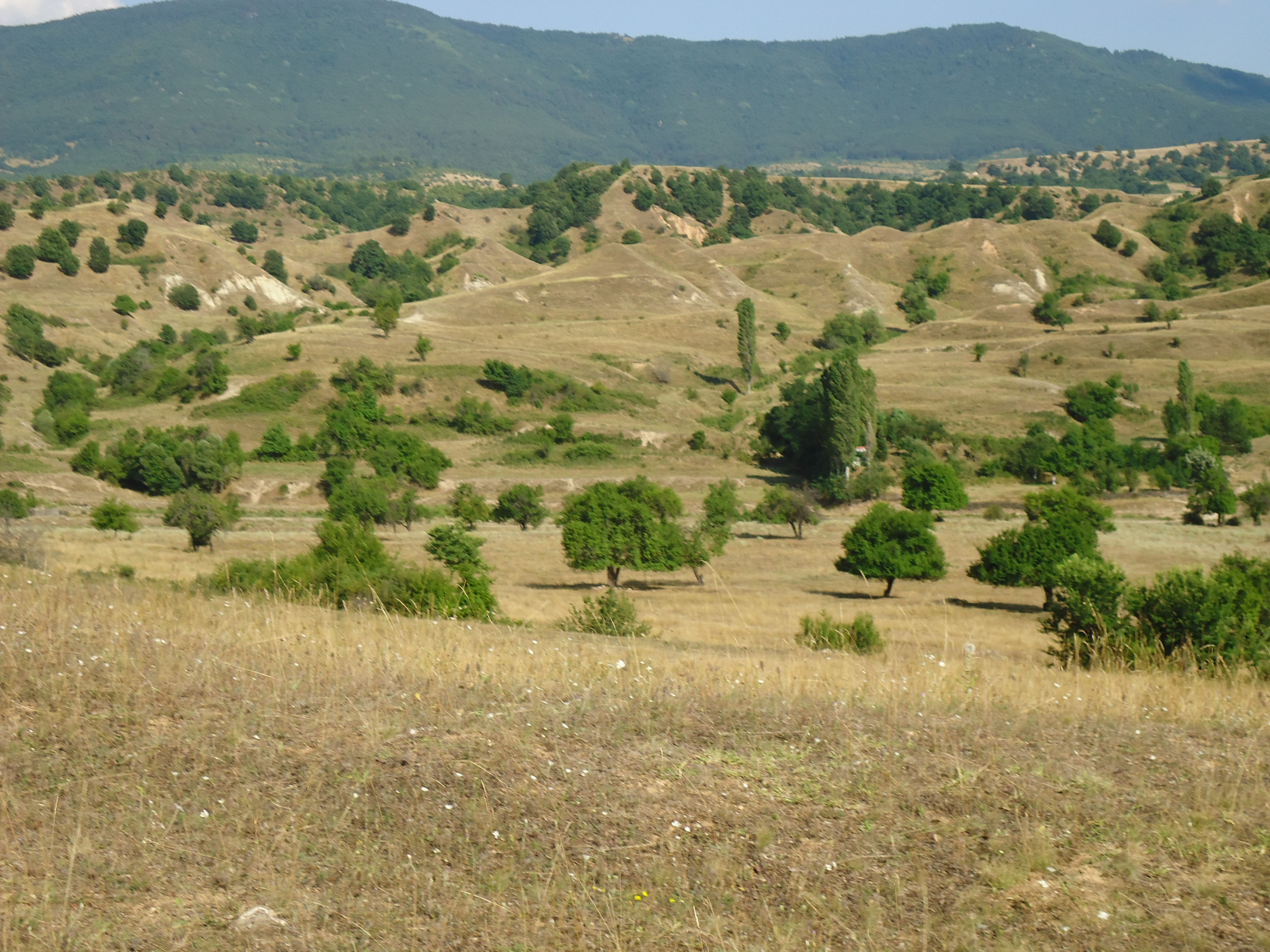
Paisaje alrededor de Vitolichté.
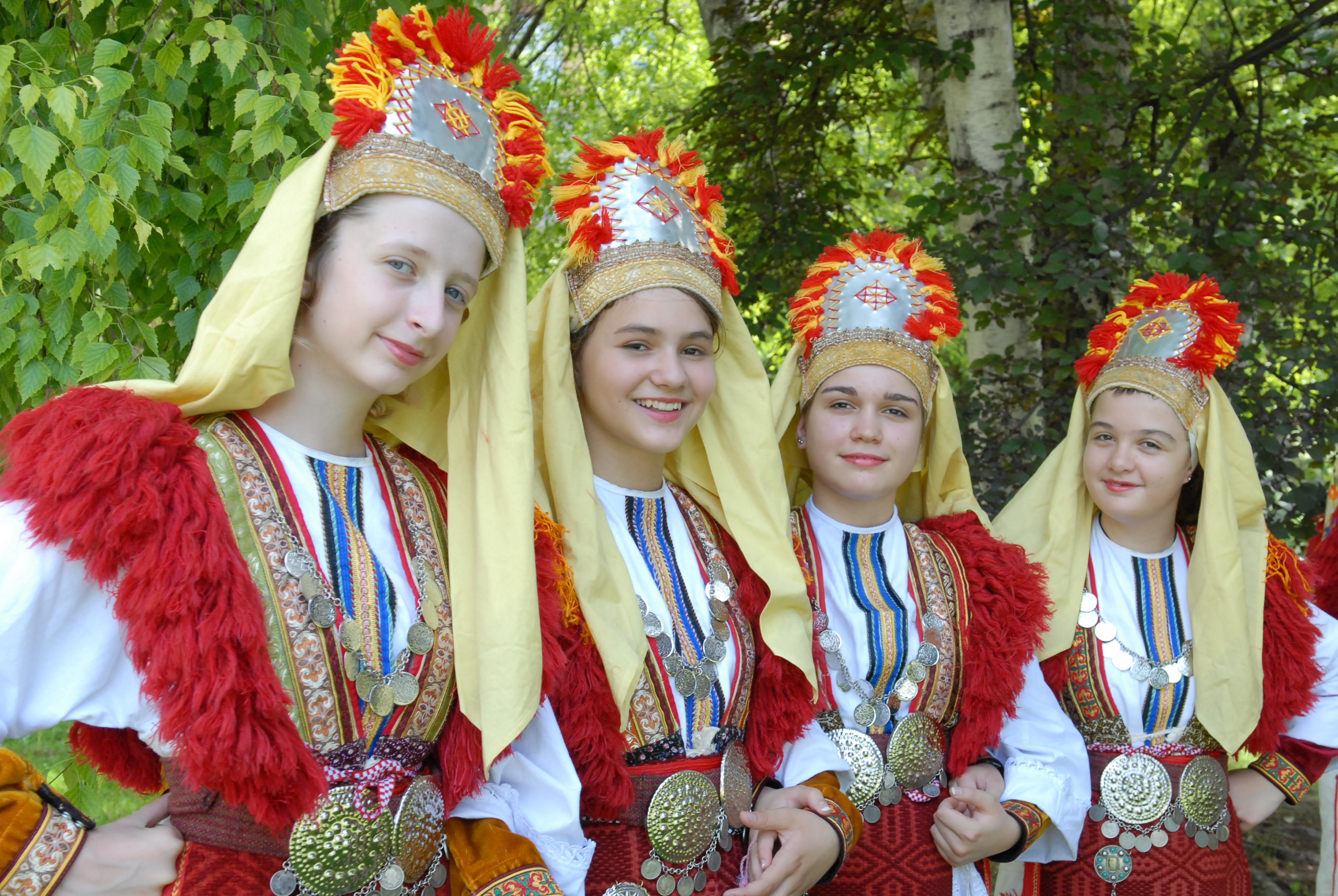
Vestimenta femenina del Mariovo.
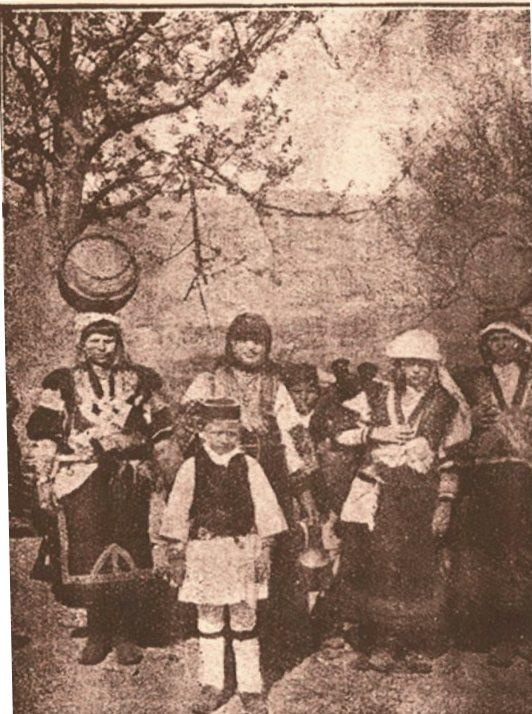
Habitantes del Mariovo en 1923.